# Lista de pinturas de Frei Carlos
Esta é uma lista de pinturas de Frei Carlos, lista não exaustiva das pinturas deste pintor, mas tão só das que como tal se encontram registadas na Wikidata.
A lista está ordenada pela data da publicação de cada pintura. Como nas outras listas geradas a partir da Wikidata, os dados cuja designação se encontra em itálico apenas têm ficha na Wikidata, não tendo ainda artigo próprio criado na Wikipédia.
Frei Carlos é uma figura lendária da pintura portuguesa, tendo criado na sua oficina no Convento do Espinheiro na década em que esteve mais activo, as décadas de 1520s e 1530s, grandes retábulos para igrejas, alguns encomendados pelo rei D. Manuel I, que se podem considerar a arte pública da época. Frei Carlos terá criado obras apenas para os conventos da sua ordem, a Ordem de São Jerónimo, sendo para além do do Espinheiro, os de Belém, de Santa Marinha da Costa, em Guimarães, e o da Pena, em Sintra.
Frei Carlos é entre os três pintores luso-flamengos da época - sendo os outros Francisco Henriques (o favorito do rei) e o Mestre da Lourinhã - o que melhor dominava a perspectiva, uma visão racionalizada do espaço. Estes três flamengos foram os melhores pintores em actividade em Portugal no início do século XVI.
| Imagem | Título                                       | Data           | Retrata                                                                                            | Coleção                                  | Descrito em |
| ------ | -------------------------------------------- | -------------- | -------------------------------------------------------------------------------------------------- | ---------------------------------------- | ----------- |
|        | Virgem do leite                              | 1518           | Menino Jesus Virgem Maria                                                                          | Museu Nacional de Arte Antiga            |             |
|        | São Vicente                                  | década de 1520 | Vicente de Saragoça santo livro navio                                                              | Metropolitan Museum of Art               |             |
|        | Tríptico do Calvário                         | década de 1520 | Crucificação de Jesus Jerónimo Virgem Maria Maria Madalena João João Batista Paula de Roma         | Museu Nacional de Arte Antiga            |             |
|        | Ascensão de Cristo                           | década de 1520 | Virgem Maria apóstolo anjo                                                                         | Museu Nacional de Arte Antiga            |             |
|        | Assunção da Virgem Maria                     | década de 1520 | Assunção de Maria Jesus Virgem Maria apóstolo túmulo                                               | Museu Nacional de Arte Antiga            |             |
|        | Bom Pastor                                   | década de 1520 | Jesus cordeiro                                                                                     | Museu Nacional de Arte Antiga            |             |
|        | Ressurreição                                 | década de 1520 | Jesus Ressurreição de Jesus soldado                                                                | Museu Nacional de Arte Antiga            |             |
|        | São Francisco recebe os Estigmas             | década de 1520 | Francisco de Assis estigma                                                                         | Museu Nacional de Arte Antiga            |             |
|        | Santo António com o Menino Jesus             | década de 1520 | Menino Jesus Santo António de Lisboa livro                                                         | Museu Nacional de Arte Antiga            |             |
|        | A Virgem Maria e o Menino Jesus e dois Anjos | década de 1520 | Virgem Maria Menino Jesus anjo                                                                     | Museu Nacional de Arte Antiga            |             |
|        | A Virgem Maria e o Menino Jesus              | década de 1520 | Madona e o Menino Virgem Maria Menino Jesus                                                        | Museu El Greco                           |             |
|        | Crucificação                                 | 1520           | Crucificação de Jesus Jesus montanha árvore Virgem Maria Maria Madalena João Batista igreja espada | Museu Groeninge Coleção de Arte Flamenga |             |
|        | Anunciação                                   | 1523           | Anunciação                                                                                         | Museu Nacional de Arte Antiga            |             |
|        | Annunciation                                 | 1523           | |                                          |             |
|        | Aparição de Cristo à Virgem Maria            | 1529           | Jesus Virgem Maria                                                                                 | Museu Nacional de Arte Antiga            |             |
|        | Christ appearing the Virgin                  | 1529           | |                                          |             |
|        | São Vicente, São Martinho e São Sebastião    | 1530           | Vicente de Saragoça Martinho de Tours São Sebastião                                                | Museu de Alberto Sampaio                 |             |
|        | Ecce Homo                                    | 1530           | Jesus Ecce Homo                                                                                    | Museu Nacional de Arte Antiga            |             |
|        | São João Evangelista                         | década de 1530 | São João Evangelista                                                                               | No/unknown value                         |             |

∑ 19 items.